# 소수언어
소수언어(少數言語, 영어: Minority Language) 또는 소수어(少數語)는 소수민족등 국가의 소수집단이 사용하는 언어이다. 나라 없는 민족이 사용하는 언어를 일컫기도 한다. 언어의 다양성을 보호하기 위해 몇몇 국가와 단체는 이러한 언어를 보호하는 대책을 수립하기도 한다.
유네스코의 통계에 따르면 지구상 현존 언어는 6,000~7,000여 종으로, 이 중 사용 인구가 1,000명 이하인 언어는 1,500여 종인 것으로 추정된다.

## 같이 보기
- 사어
- 소멸위기언어
- 언어 목록 (분류)
- 언어 목록 (문서)

## 참고
1. ↑  김상수, “영어 때문에 소수언어 사라진다”, 헤럴드경제, 2008년 7월 24일
2. ↑  이훈성, '다언어 국가' 인도의 소수언어 230종 사라졌다, 한국일보, 2013년 9월 5일